# Holler (TTS)
Holler è un EP del gruppo femminile sudcoreano Girls' Generation-TTS, pubblicato nel 2014 dall'etichetta discografica S.M. Entertainment. La versione digitale è stata pubblicata il 16 settembre 2014 e quella fisica il 18 settembre 2014.

## Tracce
1. Holler – 3:03 (testo: Mafly / Fredrik Bostrom, Anna Engh – musica: Figge Boström, Anna Engh fd Nordell, BehindTScenes' AC)
2. Adrenaline (아드레날린; Adeurenallin) – 3:29 (testo: Kim Min-jung, Mafly, BehindTScenes' AH – musica: Ina Wroldsen, Lucas Secon, Mich Hansen, Jonas Jeberg)
3. Whisper (내가 네게; Naega nege) – 3:38 (testo: Mafly, James Im, Joel Hong – musica: Andrew Jackson, Im Gwang Uk, Martin Hoberg Hedegaard)
4. Stay – 3:31 (testo: Brian Kim – musica: Caesar & Loui, Olof Lindskog, Hayley Aitken)
5. Only You – 3:37 (testo: Seohyun – musica: Lauren Dyson, Sebastian Thott, Erik Lidbom, BehindTScenes' AC)
6. Eyes – 2:39 (testo: Mafly – musica: Albi Albertsson, Mara Kim)

Durata totale: 19:57